# Jason Starr
Jason Starr urodził się w Brooklynie w 1966 roku i nadal mieszka w Nowym Jorku. Po ukończeniu nauk ekonomicznych na Uniwersytecie Binghampton, koncentruje się na swojej karierze pisarskiej. Pisze książki z pogranicza klasycznego kryminału noir. Porównywany z Jamesem Cainem i Jimem Thompsonem.

## Serie
Max and Angela (z Kenem Bruenem)
1. Bust (2006)
2. Slide (2007)
3. The Max (2008)

Pack
1. The Pack (2011)
2. The Craving (2012)

Pozostałe
- Chłodne kalkulacje (Cold Caller, 1997)
- Nic osobistego (Nothing Personal, 1998)
- Całkiem miły facet (Fake I.D., 2000)
- Złe klimaty (Hard Feelings, 2002)
- Pieskie szczęście (Tough Luck, 2003)
- Miejska pułapka (Twisted City,  2004)
- Koniec gry (Lights Out, 2006)
- Krok za Krokiem (The Follower, 2007)
- Panic Attack (2009)